# Palais de Cybèle
Le palais de Cybèle (Palacio de Cibeles), appelé palais des Communications (Palacio de Comunicaciones) jusqu'en 2011, est un édifice public de la ville de Madrid, capitale de l'Espagne. Depuis 2007, il abrite le siège principal de la mairie.

## Situation
Le palais est situé dans l'arrondissement du Retiro, à l'angle sud-est de la place de Cybèle.

## Histoire

### Palais des communications
Le 9 juin 1904, les Cortes approuvent la construction d'un nouvel édifice pour abriter le siège de la Société des postes et télégraphes d'Espagne et lancent un concours pour lequel trois projets, ceux de Felipe María López Blanco et Luis Montesinos, de Carrasco-Saldaña et enfin celui d'Antonio Palacios et Joaquín Otamendi (es) qui est retenu en novembre de la même année. Les travaux commencent le 9 septembre 1907 et l'édifice est inauguré le 23 novembre 1909 par Alphonse XIII et la reine Victoire Eugénie.
Dès l'époque de sa construction, le palais a été surnommé Nuestra Señora de las Comunicaciones (Notre-Dame des Communications) par les madrilènes parce qu'à leurs yeux, ses dimensions imposantes le faisait ressembler à une cathédrale. 

### Mairie de Madrid
Le 5 novembre 2007, la propriété du bâtiment est transférée à la mairie de Madrid pour y installer une partie de ses services trop à l'étroit dans le site historique de la plaza de la Villa, notamment le bureau du maire. Les travaux de transformation comprennent notamment la construction d'une coupole en verre qui coiffe la cour intérieure, désormais baptisée « galerie de cristal ». Le bâtiment rénové est inauguré le 23 novembre 2009 en présence des souverains espagnols.
En 2011, il est rebaptisé palais de Cybèle et le centre d’expositions CentroCentro, comprenant notamment une librairie, une cafeteria et une terrasse panoramique, est ouvert au public.

## Description
L'édifice, d'un style très personnel dû à ses deux architectes, est notamment inspiré du néogothique et particulièrement de l'œuvre de Viollet-le-Duc. On y trouve aussi l'influence de Gustave Eiffel et d'Otto Wagner ainsi que des styles régionaux espagnols chers à Palacios tels que le gothique tardif et l'œuvre de Rodrigo Gil de Hontañón.

## Galerie d'images

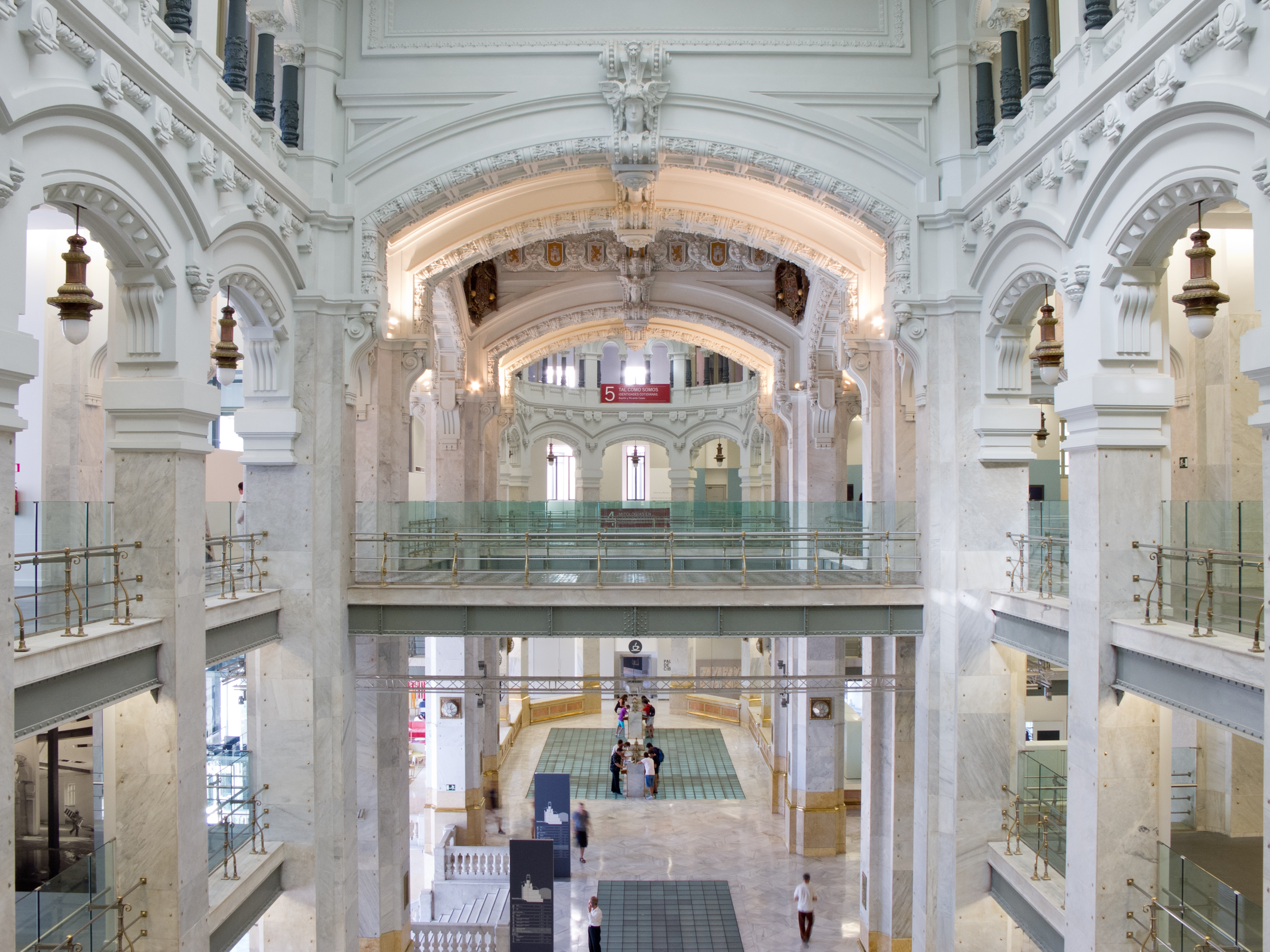
L'intérieur de l'édifice après sa rénovation.
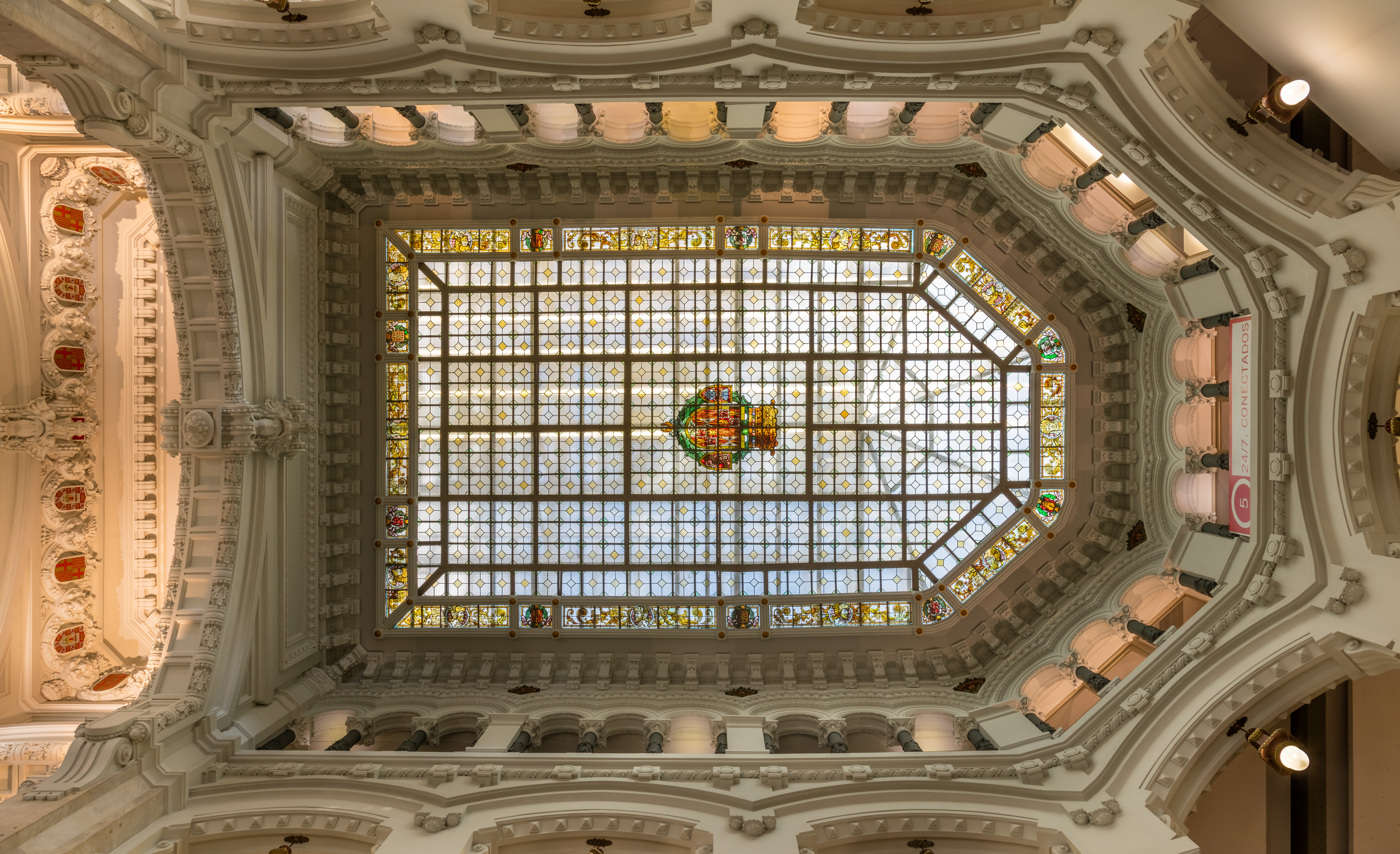
Le plafond du palais. Mai 2017.
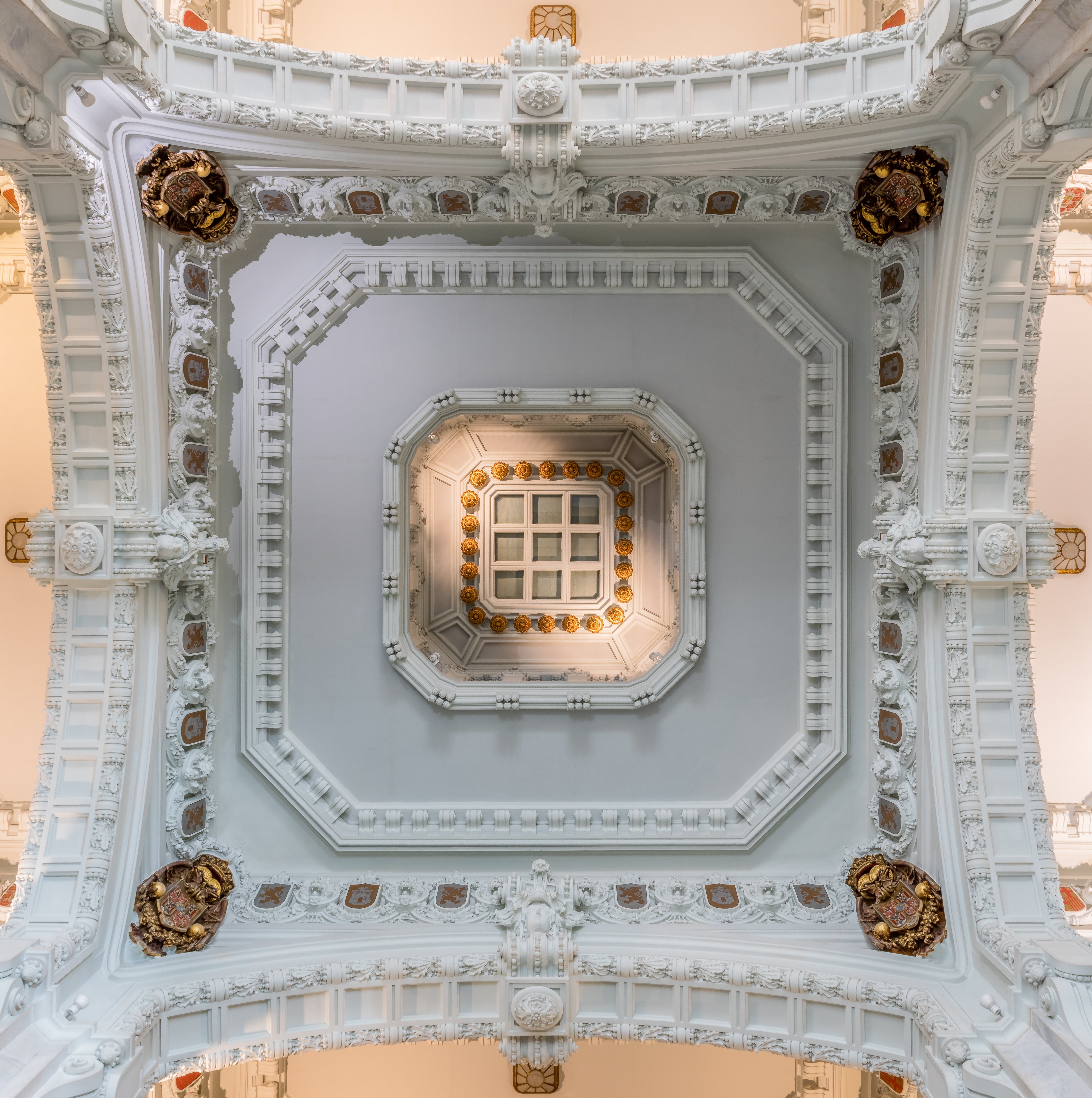
Autre plafond, même palais. Mai 2017.